# Ulex australis
El tojo o aulaga morisca   (Ulex australis)  es un arbusto espinoso de la familia de las fabáceas.

## Descripción
Arbusto perenne, ramificado, muy espinoso e impenetrable. Sólo tienen hojas compuestas de folíolos mientras las plantas son muy jóvenes, siendo éstas reemplazadas en la madurez de la planta por espinas verdes, estriadas, largas y algo curvadas. Los brotes jóvenes y las estrías de las espinas están cubiertas de diminutos pelos rizados. Las flores amarillas son sólo un poco más grandes que el cáliz y nacen sobre tallos cortos de los nudos en las espinas. El fruto es una legumbre corta y pelosa, tan larga o algo más que el cáliz. Florece desde el otoño, invierno y primavera.

## Distribución y hábitat
En Andalucía occidental en las provincias de Cádiz, Huelva y Sevilla, en el centro y sur de Portugal (de Estremadura y Ribatejo al Algarve.
Se cría en matorrales, brezales y pinares en terrenos arenosos o arenoso-limosos, hasta unos 100 m de altitud; especialmente en las depresiones algo húmedas de los arenales y dunas fijas próximas a la costa. Forma con Erica scoparia unos matorrales muy densos que por su color oscuro se denominan popularmente "monte negro"" en Andalucía.

## Taxonomía
Ulex australis fue descrita por  Simón de Rojas Clemente y Rubio y publicado en Ensayo Var. Vid Andalucía 291. 1807
Citología
Número de cromosomas de Ulex australis (Fam. Leguminosae) y táxones infraespecíficos: 2n=96
Etimología
Ulex: nombre genérico que es el antiguo nombre de esta planta o alguna similar.
australis: epíteto latino que significa "del sur".
Sinonimia
- Ulex australis subsp. australis Clemente
- Ulex australis subsp. welwitschianus (Planch.) Espírito Santo & al.
- Ulex australis var. welwitschianus (Planch.) C. Vicioso
- Ulex ianthocladus Webb
- Ulex parviflorus var. welwitschianus (Planch.) Malag.
- Ulex scaber var. welwitschianus (Planch.) Samp.
- Ulex welwitschianus var. janthocladus Pau
- Ulex welwitschianus var. recurvatus Cout.
- Ulex welwitschianus var. robustus Cout.
- Ulex welwitschianus Planch.[7][8]

## Nombres comunes
- Castellano: abulaga, aliaga, aulaga, aulaga fina, tojo.[8]